# Arcade Fire
«Arcade Fire» — канадський інді-рок гурт, що складається з чоловіка та дружини — Віна Батлера та Реґіни Шассан, Річарда Ріда Перрі, Тіма Кінґсбері та Джеремі Ґара. До нинішнього концертного складу гурту також входять колишня учасниця основи гурту — Сара Нойфельд, ударник Тівілл Дюпрат і саксофоніст Стюарт Боґі. 2021 року співзасновник гурту, молодший брат Віна — Вільям залишив гурт та продовжив займатись сольною музичною кар'єрою.
Заснований 2001 року друзями та однокласниками — Віном Батлером і Джошем Деу, гурт здобув популярність 2004 року разом із виходом нашумілого дебютного альбому «Funeral». Їхній другий студійний альбом, «Neon Bible», здобув перемогу в премії «Метеор» 2008 року за найкращий міжнародний альбом і премію «Джуно» того ж року в номінації «Альтернативний альбом року». Їхній третій студійний альбом, «The Suburbs» побачив світ 2010 року та здобув позитивні відгуки критиків і комерційний успіх. Він здобув численні нагороди, як-от «Ґреммі» (2011) в номінації «Найкращий альбом року», «Джуно» за «Найкращий альбом року» (2011) та «Брит» за «Найкращий міжнародний альбом» (2011). 2013 року гурт «Arcade Fire» випустив свій четвертий альбом, «Reflektor», а також забезпечили музичний супровід для художнього кінофільму «Вона», за що учасники гурту Вільям Батлер та Овен Паллетт були номіновані на премію «Оскар» в категорії «Найкраща музика до фільму». 2017 року гурт випустив свій п'ятий студійний альбом «Everything Now». Перших чотири студійних альбому гурту здобули номінації в «Ґреммі» в категорії «Найкращий альтернативний музичний альбом». Доробок гурту тричі здобував номінації в коротких списках музичної премії «Поларис» — 2007 року за «Neon Bible», 2011 року за «The Suburbs» і 2014 року за «Reflektor», здобувши перемогу за «The Suburbs».
У гурті грають на гітарі, ударних, бас-гітарі, піаніно, скрипці, альті, віолончелі, контрабасі, ксилофоні, дзвіночках, клавішних, синтезаторі, валторні, акордеоні, арфі, мандоліні та колісній лірі і беруть більшість цих інструментів на гастролі. Багатоінструментні учасники гурту змінюють свої ролі під час виступів.

## Дискографія
Студійні альбоми
- Funeral (2004)
- Neon Bible (2007)
- The Suburbs (2010)
- Reflektor (2013)
- Everything Now (2017)
- We (2022)
- Pink Elephant (2025)

## Учасники гурту
| Поточні учасники - Він Батлер — вокал, гітара, бас-гітара, мандоліна, клавішні - Реґіна Шассан — вокал, акордеон, ударні, фортепіано, ксилофон, ліра колісна, блокфлейта, клавішні - Річард Рід Перрі — гітара, бас-гітара, контрабас, челеста, клавішні, фортепіано, organ, synthesizer, accordion, ударні, бек-вокал - Тім Кінгсбері — гітара, бас-гітара, контрабас, клавішні - Джеремі Гара — ударні, гітара, клавішні Колишні учасники - Вільям Батлер — синтезатор, бас-гітара, гітара, ударні, ситара, panpipes, trombone, omnichord, дзвіночки, musical saw, контрабас, concertina, кларнет, gadulka - Сара Нойфельд — скрипка, клавішні, бек-вокал (2004—2005, 2013–дотепер; full-time member: 2006—2013) - Howard Bilerman — ударні (в Funeral) - Josh Deu — гітара (2001—2003) - Алан Лавіан — бас-гітара - Myles Broscoe — бас-гітара - Брендан Рід — чечітка, ударні, вокал (on Arcade Fire EP) - Дейн Міллз — бас-гітара, ударні, stomping (в Arcade Fire EP) - Тім Кайл — electric guitar (в Arcade Fire EP) | Поточні концертні учасники - Сара Нойфельд — скрипка, клавішні, бек-вокал (2004—2005, 2013–present; full-time member: 2006—2013) - Оуен Паллетт — скрипка, клавішні, бек-вокал (2004—2005, 2011, 2013–present) - Diol Edmond — ударні (2013–дотепер) - Tiwill Duprate — ударні (2013–дотепер) Колишні концертні учасники - Маріка Ентоні-Шоу — скрипка, бек-вокал (2007—2008, 2010—2011, 2013) - Колін Стетсон — валторна - Kelly Pratt — валторна - Pietro Amato — валторна (під час туру Funeral) - Mike Olsen — віолончель (during the first year of Funeral tour) - Алекс Макмастер — віолончель (на Juno Awards 2011 року) |

## Концертні тури
- Funeral Tour (2003—2005)
- Neon Bible Tour (2007—2008)
- The Suburbs Tour (2010—2011)
- The Reflektors Mini Tour (2013)
- Reflektor Tour (2014)